# Juan Bautista (Kansas City)
Juan Bautista es una de las obras emprendidas por Caravaggio en 1604.
El Bautista de Bellini se desarrolla en un marco convencional que su audiencia conoce y comparte. Caravaggio es más privado. En 1604 recibe el encargo de pintar un Juan Bautista para el banquero Ottavio Costa —quien a la sazón poseía Judith y Holofernes y Martha y María Magdalena—. Estaban destinados a un altar de una pequeña iglesia de la costa italiana, pero solo se envió la copia mientras que Costa conservó el original, que ha pasado a Kansas City.

Los contrastes de la luz y la oscuridad dan la impresión de que la figura se inclina hacia atrás. La vestimenta hace aún más atractivo el cuadro. El Bautista que se encuentra en el Nelson-Atkins prefigura su misión, la de encaminar al Mesías, y también su martirio. Costa donó el cuadro a una confraternidad de franciscanos, quienes lo colocaron en el centro de su institución.
Descripción de la obra en el sitio oficial de la Galería Nelson-Atkins

Peter Robb, biógrafo de Caravaggio, señala que este cuadro es una representación psicológica del primer Juan Bautista. Los elementos empleados, como la mañana resplandeciente, la caña —que prefigura la pasión de Cristo, su primo— y los colores, se han vuelto emblemáticos de la tristeza que refleja este cuadro. Giotto y Bellini habían pintado Bautistas parecidos a éste, pero Caravaggio lo convierte en accesible y sin tantos complejos. Es, radicalmente nuevo.